# دانيان جواد
دانيان جواد (14 أبريل 1986 بخريبكة في المغرب - ) هو لاعب كرة قدم مغربي في مركز الوسط. لعب مع نادي بولونيا ونادي جنوى ونادي رافينا وCS Turnu Severin ‏ ونادي شومن للمحترفين 2010 وCS Mureșul Deva ‏ وSSD Castel San Pietro Terme Calcio ‏ وASD Mezzolara ‏ ونادي أولتريبو فوغيرا ‏ وفيكتوريا زيزكوف ونادي أولهانينسي وKaposvári Rákóczi FC ‏ وPolisportiva Virtus Castelfranco Calcio ‏ وUS Agropoli 1921 ‏.